# Archidendropsis granulosa
Archidendropsis granulosa är en ärtväxtart som först beskrevs av Jacques-Julien Houtou de La Billardière, och fick sitt nu gällande namn av Ivan Christian Nielsen. Archidendropsis granulosa ingår i släktet Archidendropsis och familjen ärtväxter. Inga underarter finns listade i Catalogue of Life.